# Bruno Lobo
Bruno Lobo (São Luís, 26 de julho de 1993), é um velejador brasileiro que é campeão dos Jogos Pan-Americanos.

## Trajetória esportiva
Bruno iniciou sua trajetória esportiva na natação desde muito novo, foi diversas vezes campeão maranhense em sua categoria, competindo provas regionais e nacionais, integrou seleção brasileira de natação. Aos 15 anos migrou para o triathlon, no qual foi campeão brasileiro 16-17 anos, 3x campeão maranhense e integrou a seleção brasileira na disputa para vaga nas Olimpíadas das juventude, em meio algumas lesões, ingressou na faculdade de medicina e iniciou no kitesurf em 2010,  conciliando os treinamentos com os estudos, foi campeão brasileiro de fórmula kite em 2016, atualmente 5x Campeão Brasileiro. Em 2017 formou-se em medicina.Em 2019, o atleta conquistou a medalha de ouro nos Jogos Pan-Americanos, na classe Formula kite. Ele completou a competição com 21 pontos perdidos, após 18 regatas classificatórias e 3 regatas da medalha, tendo vencido um total de 16 regatas. Em 2020 Terminou especialização em ortopedia e traumatologia, aprovado na prova da Sociedade brasileira de ortopedia. Segue em preparação para realizar campanha para as Olimpíadas de Paris 2024 onde o kitesurf estreará como modalidade olímpica.